# Krzysztof Niemczyk
Krzysztof Niemczyk (* 21. Mai 1938 in Warschau; † 19. Januar 1994 in Krakau) war ein polnischer Performancekünstler und Autor.

## Leben und Werk
Krzysztof Niemczyk war als Künstler und Autor Autodidakt. Seine Eltern waren die Musiker Wacław Niemczyk und Danuta Niemczyk, geborene von Schenk. In den 1990er Jahren initiierte er polarisierende Aktionen im Öffentlichen Raum von Krakau, die mit beispielloser Härte unterdrückt wurden. Er ist in Vergessenheit geraten. Ins öffentliche Bewusstsein geriet er wieder, als 2009 aufgrund der Initiative von Anka Ptaszkowska eine Einzelausstellung in der Galerie ART+on in Warschau stattfand. Zudem wurden die Schriften Kurtyzana i pisklęta/The courtesan and the chicks und A treatise on the life of Krzysztof Niemczyk von Krzysztof Niemczyk von Ptaszkowska in einem Band herausgegeben.
Niemczyk war eine schillernde Figur, homosexuell und mit ungewöhnlicher Lebensweise. Er agierte spontan und oft illegal. Der allgegenwärtige Holzvogel auf seiner Schulter, in seine Kleidung eingenähte Engelsflügel aus Papier und intensives, provokatives Make-up sorgten für Aufsehen. Als Grundschüler soll er nackt, nur umwickelt von einer Landkarte Polens, in die Schule gekommen sein. Er verwandelte seine Mutter in eine lebende Statue, indem er sie im Planty Park in Krakau vor dem Bureau of Art Exhibitions an eine Bank band. Seine Aktionen wurden damals nicht als Kunst anerkannt.
Postum war er mit einer Installation auf der documenta 14 vertreten.